# Hasso von Bredow (General)
Karl Otto Hasso von Bredow (* 18. September 1851 in Köln; † 12. Februar 1922 in Hannover) war ein preußischer General der Infanterie.

## Leben

### Herkunft
Hasso war das zweite von vier Kindern des preußischen Oberst Albrecht von Bredow (1804–1878) und dessen Ehefrau Kordula, geborene Freiin von Ayx (1825–1884).

### Militärkarriere
Bredow trat während des Krieges gegen Frankreich 1870 in das Ersatz-Bataillon im 4. Brandenburgischen Infanterie-Regiment Nr. 24 (Großherzog von Mecklenburg-Schwerin) der Preußischen Armee ein. Er nahm an der Belagerung von Metz sowie der Schlacht bei Le Mans teil und avancierte nach dem Friedensschluss Anfang März 1872 zum Sekondeleutnant. Nach einem Kommando zum Lehr-Infanterie-Bataillon absolvierte er ab Oktober 1877 für drei Jahre zur weiteren Ausbildung die Kriegsakademie. Ende März 1881 stieg er zum Premierleutnant auf und war ab 1882/85 als Adjutant beim Landwehrbezirk Ruppin kommandiert. Anschließend fungierte Bredow als Regimentsadjutant, wurde Ende September 1887 zum überzähligen Hauptmann befördert und im Januar 1888 zum Chef der 1. Kompanie ernannt. Am 1. September 1896 wurde er als überzähliger Major seinem Regiment aggregiert und am 5. April 1898 zum Kommandeur des I. Bataillons im Infanterie-Regiment „Freiherr von Sparr“ (3. Westfälisches) Nr. 16 in Köln ernannt. Unter Beförderung zum Oberstleutnant folgte ab Ende März 1903 eine Verwendung als etatmäßiger Stabsoffizier im 
Anhaltischen Infanterie-Regiment Nr. 93.
Von Mitte Februar 1906 bis Ende Februar 1910 war er als Oberst Kommandeur des 1. Nassauischen Infanterie-Regiments Nr. 87 in Mainz. Anschließend kommandierte er als Generalmajor die 79. Infanterie-Brigade in Wesel.
Am 13. September 1912 wurde Bredow mit Wirkung zum 1. Oktober 1912 zum Generalleutnant befördert und zum Kommandeur der neuformierten 42. Division in Saarburg ernannt. Er führte seine Division nach Ausbruch des Ersten Weltkriegs zunächst in den Grenzschlachten in Lothringen und konnte Dieuze zurückerobern. Nach Kämpfen an der Somme befand Bredow sich ab Anfang Oktober 1914 dort im Stellungskrieg. Mitte Februar 1915 verlegten seine Truppen an die Ostfront und beteiligte sich an der Winterschlacht in Masuren. Dafür wurden Bredow im März 1915 die Schwerter zum Roten Adlerorden II. Klasse mit Eichenlaub verliehen. Während der Schlacht am Naratsch-See wurde er am 3. April 1916 von seinem Kommando enthoben und zu den Offizieren von der Armee überführt. In Genehmigung seines Abschiedsgesuches wurde Bredow am 4. Juli 1916 unter Verleihung des Charakters als General der Infanterie mit der gesetzlichen Pension zur Disposition gestellt.

### Familie
Hasso von Bredow hatte sich am 29. September 1880 in Köpernitz mit Emilie von Zeuner (1859–1953) verheiratet. Aus der Ehe gingen sieben Kinder hervor, darunter der Konteradmiral Hasso von Bredow (1883–1966) und der Generalmajor Ferdinand von Bredow (1884–1934).